# Gannochygletsjer
De Gannochygletsjer is een gletsjer in Nationaal park Noordoost-Groenland in het uiterste noordwesten van Groenland. De gletsjer ligt in de Stauningalpen in het Scoresbyland.
Het is een van de zeven gletsjers die uitkomen in het dal van de Schuchert. Andere gletsjers zijn onder andere de Bjørnbogletsjer, de Roslingletsjer, de Storgletsjer, de Schuchertgletsjer, de Siriusgletsjer en de Aldebarangletsjer. De Gannochygletsjer stroomt vanuit het westen in het Schuchertdal in.
De Gannochygletsjer heeft een lengte van meer dan acht kilometer.